# Turmhügelburg Havekost

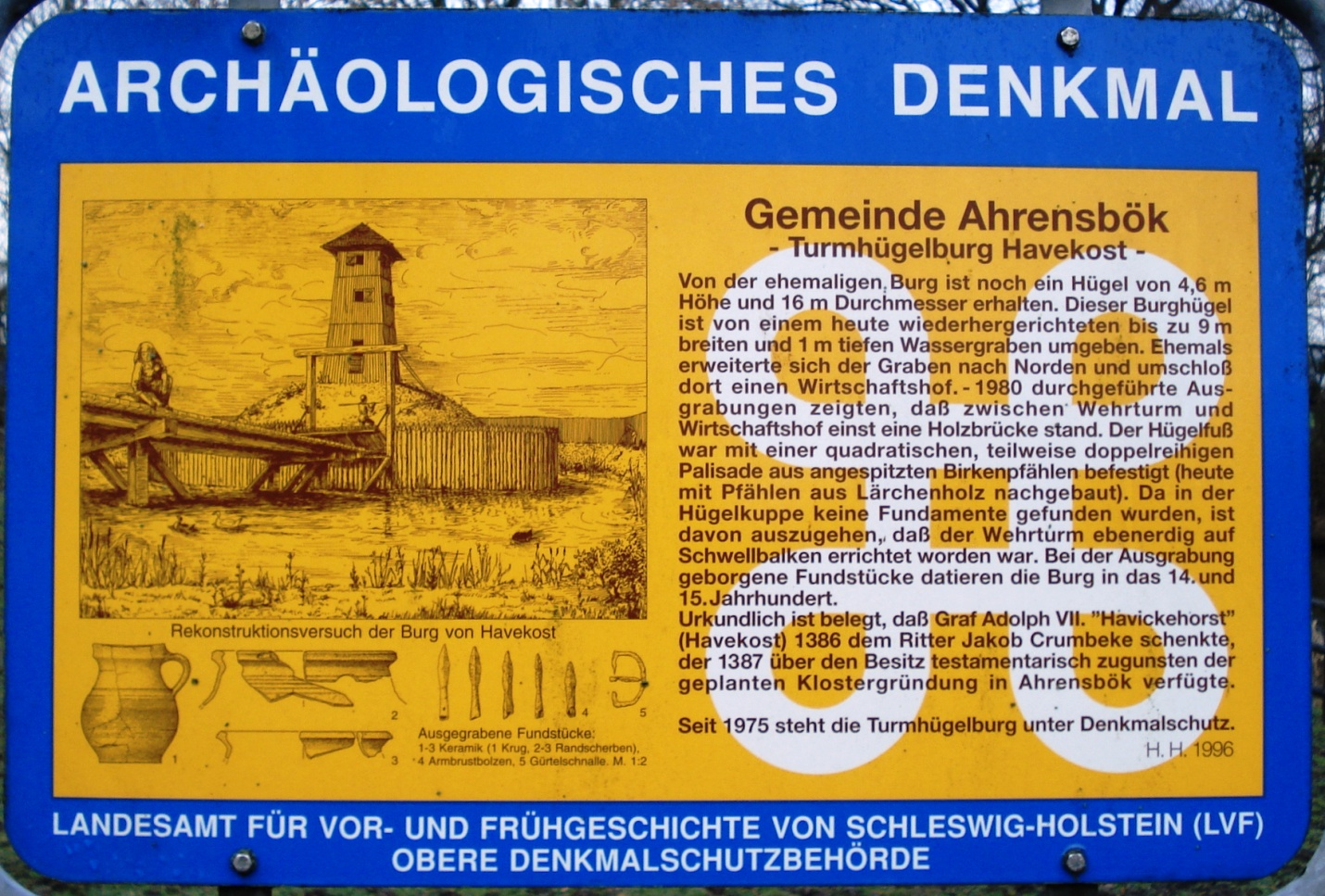
Das Schild des Landesamtes für Denkmalpflege an der "Turmhügelburg Havekost" – inkl. der Rekonstruktion des ursprünglichen Aussehens

Die Turmhügelburg Havekost, auch Havekoster Burg genannt ist der Rest einer mittelalterlichen Turmhügelburg (Motte) im Dorf Havekost in der Gemeinde Ahrensbök im Kreis Ostholstein in Schleswig-Holstein.
Der von dem Ringgraben und den Palisaden umgebene, bewachsene Burghügel/Turmhügel liegt – nicht direkt zugänglich – in der Mitte einer Wiese, wenige Meter neben der Straße in der Mitte des Dorfes Havekost. Es handelt sich um eine der am besten erhaltenen Wehranlagen dieser Art in Ostholstein.

## Beschreibung
Bei der Burganlage handelte es sich ursprünglich um eine von einem ca. 8 bis 10 Meter breiten Wassergraben umgebene Turmhügelburg (Motte). Auf dem steil ansteigenden Burghügel von ca. 5 Meter Höhe befand sich ein (vermutlich) aus Holz bestehender Turm (Bergfried) der am Wassergraben von einer viereckigen Palisadenreihe geschützt wurde. Der Zugang zur Burg erfolgte über eine den Wassergraben überspannende Brücke auf der nördlichen Seite und erfolgte über den zugehörigen – ebenfalls von einem Wassergraben geschützten – Wirtschaftshof.

## Geschichte
- Die Burg wurde nach Eroberung Wagriens – vermutlich im 12. Jahrhundert – errichtet.
- Im 14. Jahrhundert befand sie sich u. a. im Besitz der ritterlichen Familien Swin und Lasbeke.
- 1386 kam Havekost (und damit auch die Burg) durch Schenkung des Grafen Adolf VII. (Holstein-Kiel) (1359–1390) an den Ritter Jakob Crumbeke – dieser vermachte Havekost 1387 testamentarisch der Kirche in Ahrensbök, wodurch es 1397 Teil der Ländereien des Klosters Ahrensbök wurde.
- Vermutlich im 15. Jahrhundert erfolgte die Aufgabe der Burg – daraufhin verfiel sie, der Graben verlandete/wurde verfüllt und geriet in Vergessenheit.
- Erst nach dem Zweiten Weltkrieg wurde durch den Besitzer des Hofes – auf dem sich die Burgreste befinden – die Bedeutung der Burg erkannt und Schritte zum Schutz und der Restaurierung eingeleitet.
- 1975 wurden die Reste der Burg unter Denkmalschutz gestellt.
- 1980 erfolgte eine archäologische Untersuchung der Burg, wodurch anhand der gefundenen Pfostenresten eine Rekonstruktion möglich wurde. Unter den im Graben gemachten Funden aus dem 14. und 15. Jahrhundert befanden sich zahlreiche eiserne Bolzen, die auf eine erfolgte Belagerung schließen lassen.

Im Rahmen der / Nach den archäologischen Untersuchungen wurde der Wassergraben – mit einer Breite von neun Metern und einer Tiefe von einem Meter – neu ausgehoben und der Burghügel inklusive der Palisaden wiederhergestellt. Die Absicht den Holzturm neu zu errichten wurden nicht umgesetzt.